# Paul Schnurrbusch

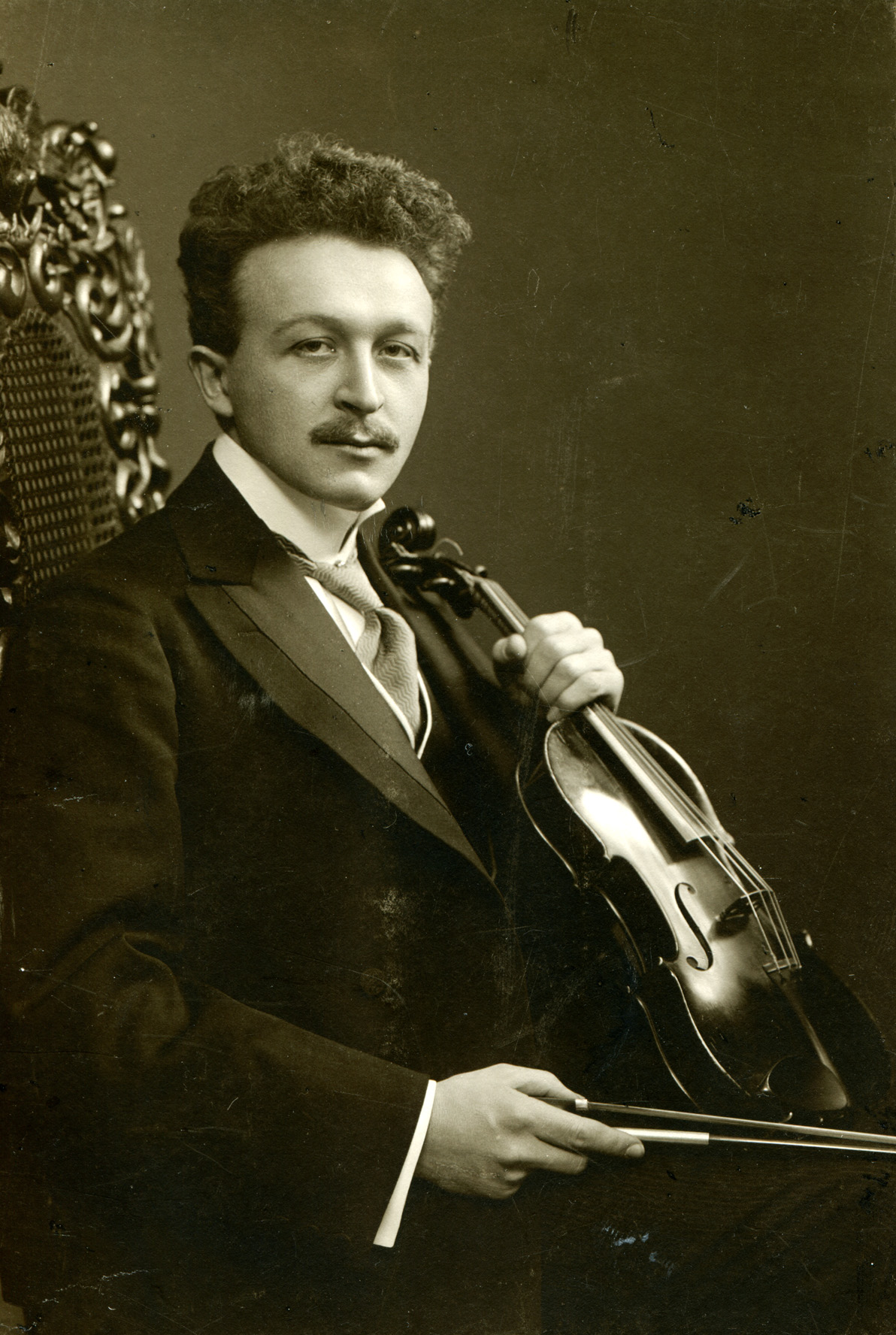
Paul Schnurrbusch mit Geige 1911

Paul Gustav Schnurrbusch (* 17. Mai 1884 in Gesau bei Glauchau, Sachsen; † 12. Juli 1973 in Darmstadt) war ein deutscher Geiger und Konzertmeister am Landestheater Darmstadt. Er war außerdem bekannt durch das von ihm 1919 gegründete Schnurrbusch-Quartett. In seinem Besitz befanden sich mehrere Geigen, darunter eine Grancino des Mailänder Geigenbauers Giovanni Battista Grancino.

## Leben, Familie
Paul Schnurrbusch wurde geboren als Kind des Webermeisters Eduard Gustav Schnurrbusch und der Alma Therese, geborene Tröber. Die Eltern ermöglichten dem interessierten und begabten Kind Geigenunterricht. Paul Schnurrbusch wurde am Konservatorium in Dresden aufgenommen und studierte bei Henri Petri Geige und bei Dresecke Harmonie. Mit 22 Jahren erhielt er bei Absolvierung des Konservatoriums die Preisvioline als besondere Auszeichnung. Paul Schnurrbusch verließ Dresden, um vier Jahre lang dem Orchester des Hoftheaters in Weimar anzugehören. 1911 wurde er nach Darmstadt an das damalige Großherzogliche Hoftheater als 1. Geiger verpflichtet, die Ernennung zum Konzertmeister erfolgte 1913.
Bis zu seiner Pensionierung 1949 gehörte Paul Schnurrbusch dem Landestheater-Orchester an. Er machte sich nicht nur als führender Geiger im Orchester, sondern auch als Solist einen Namen. Als Konzertmeister spielte er unter den Dirigenten Weingartner, Balling, Böhm und Rosenstock. Besonders wurde er als Beethoven-Interpret bekannt.
1915 heiratete er Margarethe Elisabeth Diedrich. Ihr Vater Albert Gustav Diedrich (Geiger, Generalmusikdirektor), ihre Schwester Dora Margarete (Konzertpianistin, unterrichtete am Mozartkonservatorium) und ihre Nichte Marga (Konzertpianistin) waren ebenso in der Musikwelt zu Hause – sie wohnten alle im Mehrfamilienhaus in der Kiesstraße in Darmstadt. Paul und Margarethe Schnurrbusch hatten gemeinsam eine Tochter Ilse Alma. Nach vielen Jahren kam es zur Trennung der Eheleute.
In zweiter Ehe lebte Paul Schnurrbusch mit Else Marquard bis zu seinem Lebensabend. Beide wohnten auf der Mathildenhöhe in Darmstadt. Nach Kriegszerstörung ihrer Wohnung zogen sie in die Hochstraße. Die Verwandten, die sich zum Teil im Haus in der Kiesstraße befanden, starben alle in der Brandnacht am 11. September 1944.

## Schnurrbusch-Quartett

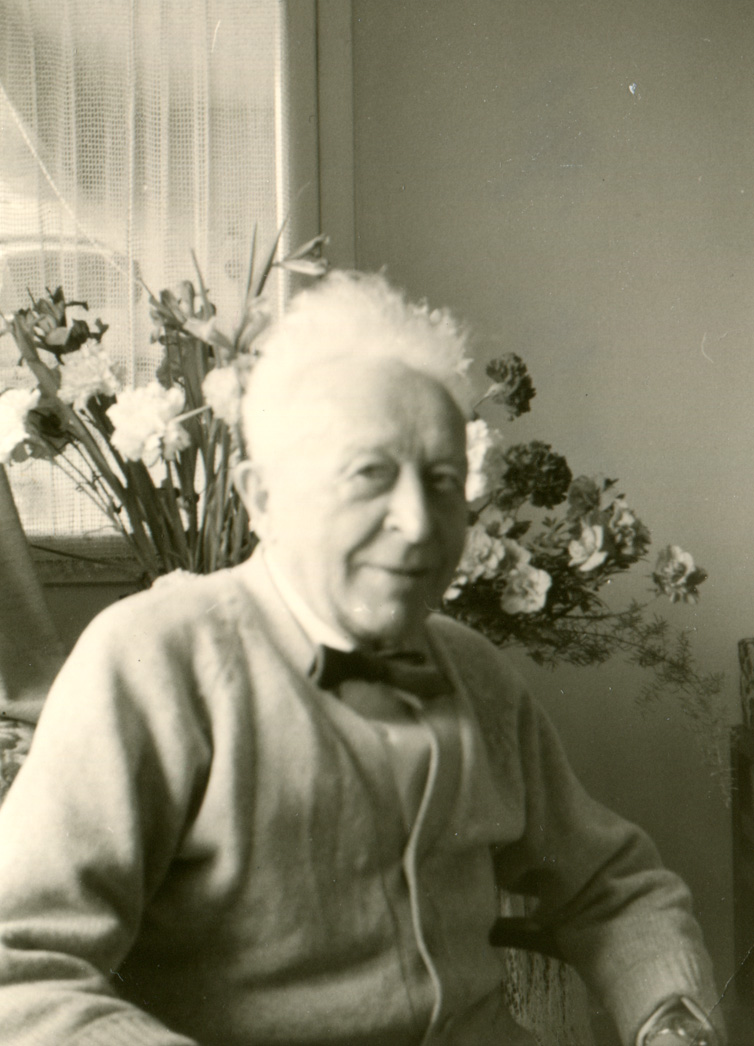
Paul Schnurrbusch an seinem 80. Geburtstag

Nach Kriegsende gehörte Paul Schnurrbusch zu den ersten Künstlern, die sich an dem kulturellen Wiederaufbau Darmstadts beteiligt haben.
Das Landestheater war zerstört, für öffentliche Auftritte mussten unter anderen auch Künstler und Musiker Sondergenehmigungen bei der US-Militärregierung einholen. Das Quartett von Paul Schnurrbusch bekam Auftrittserlaubnis mit einer Kammermusikveranstaltung am 27. Oktober 1945. Des Weiteren gab es eine Genehmigung zur Aufführung eines Sinfoniekonzerts am 8. Dezember 1945 mit dem Orchester des Landestheaters unter Leitung von Fritz Straub und Paul Schnurrbusch als Solist.
Bevor das Hessische Landestheater zerstört war, spielte das Schnurrbusch-Quartett im Kleinen Haus. Es gab Aufführungen wie „Sämtliche Streichquartette von Beethoven“ unter Mitwirkung von Paul Schnurrbusch, Alfred Fillsack, Willy Horn und Hans Andrä. Das Quartett hatte sich über die Grenzen der Stadt einen Namen gemacht.
Außer der hervorragenden Auslegung klassischer Werke, gehörten auch moderne und zeitgenössische Musik zum Programm. Im Archiv Hans Simon gibt es einen Eintrag über eine Uraufführung eines seiner Werke (Opus 04: Konzert für Violine und Orchester) unter Mitwirkung des Schnurrbusch-Quartetts.

## Besondere Gäste, Erinnerung an eine Begebenheit
Es gibt eine kleine Geschichte, die sich im Hause Schnurrbusch zugetragen hatte, als Yehudi Menuhin zu Gast war. Menuhin war mit etwa 13 Jahren auf Konzertreise in Europa zusammen mit dem Dirigenten Bruno Walter. Sie machten unter anderem Station in Darmstadt, wo Paul Schnurrbusch als Konzertmeister wirkte. Der als Wunderkind bestaunte Menuhin war Gast im Hause Schnurrbusch und die Anwesenheit der nur um ein Jahr jüngeren Ilse Schnurrbusch begeisterte ihn. Denn, wie er meinte, habe er ständig mit Erwachsenen zu tun und das sei langweilig. Yehudi und Ilse rannten schon nach kurzer Zeit um die Wette, rund um die festlich gedeckte Speisetafel.